# Зашка, Энгельберт
Энгельберт Зашка (нем. Engelbert Zaschka; 1 сентября 1895, Фрайбург — 26 июня 1955, там же) — немецкий конструктор и изобретатель.
Родился в семье музыкантов. С отроческих лет увлекался авиацией, в 14 лет оформил первый патент. Изучал инженерное дело в Альтенбурге, работал инженером на заводе Рейнметалл в Дюссельдорфе. С 1916 г. жил и работал в Берлине, после Второй мировой войны вернулся в родной город.
В 1921—1925 годах возглавлял команду конструкторов, работавшую над мотоциклами «Орионетт» с двухтактными двигателями мощностью 129 см³, 137 см³, 148 см³ и 346 см³ с двух- и трёхступенчатыми редукторами. Строительный отдел, возглавляемый Зашкой, также разработал двигатель с интересной конструкцией «Системы Зашка»: он был также двух- и четырёхтактным, кроме клапана в цилиндре, оснащён клапаном в камере коленчатого вала.

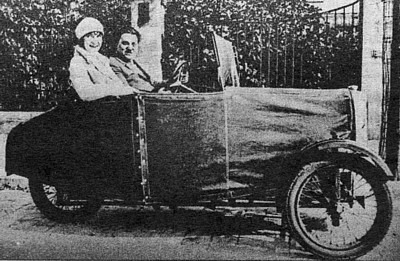

В 1929 году представил в Берлине складной автомобиль. Этот лёгкий трёхколёсный автомобиль мог собираться одним человеком за 20 минут. Такая идея возникла перед лицом проблемы в Берлине с отсутствием парковочных мeст. В 1934 году он запатентовал и построил прототип самолета, управляемого мускульной тягой. В том же году он запатентовал портативную электростанцию, управляемую силой человеческих мышц.
Один из первых конструкторов вертолётов.